# Натансон, Бернард
Бернард Н. Натансон (англ. Bernard Nathanson, 31 июля 1926, Нью-Йорк — 21 февраля 2011, там же) — американский врач-гинеколог. В 1969 году он стал одним из основателей Национальной ассоциации за отмену законов об абортах, целью которой было расширение доступа к абортам в США. Позже он резко изменил свои взгляды, стал активным сторонником запрета абортов и участвовал в создании фильма «Безмолвный крик».

## Биография
Бернард Натансон родился в Нью-Йорке. Его отец был акушером-гинекологом, и Натансон выбрал для себя эту же профессию. В 1949 году он окончил медицинский факультет университета Макгилла в Монреале.
Бернард Натансон начал свою работу в Нью-Йорке в 1952 году, а 1960 получил специальность акушера-гинеколога. Он работал директором Центра сексуального и репродуктивного здоровья, который в то время был одной из крупнейших независимых абортных клиник в мире. По собственному утверждению Натансона, он лично выполнил более 60 000 абортов.

## Политическая деятельность

### За право на аборт
Первоначально Натансон был активным сторонником права на аборт. Он получил известность на федеральном уровне как один из сооснователей Национальной ассоциации за отмену законов об абортах (National Association for the Repeal of Abortion Laws) и сотрудничал с Бетти Фридан и другими активистами движения за легализацию абортов в США. Движение достигло успеха, добившись легализации абортов в США в 1972 году.

### Против абортов
Натансон изменил свои взгляды на аборт после появления метода ультразвукового исследования в 1970-х годах, когда он впервые увидел эмбрион в утробе матери во время аборта. Считается, что после этого Натансон назвал аборт «самым чудовищным холокостом в истории Соединённых Штатов». Он также написал книгу «Абортирование Америки» (Aborting America), в которой описал, по его собственному выражению, «недобросовестные истоки абортного движения». В 1984 году он выступил режиссёром и чтецом закадрового текста в фильме «Безмолвный крик», снятом в сотрудничестве с Национальным комитетом права на жизнь (National Right to Life Committee). Фильм содержит видеозапись УЗИ аборта на позднем сроке. Его критиковали за неточные утверждения, манипуляции со скоростью съёмки и низкое качество изображения. Позже Натансон снял ещё один документальный фильм «Затмение разума» (Eclipse of Reason) об абортах на поздних сроках.
Натансон заявлял, что во время своей работы в Национальной ассоциации за отмену законов об абортах он приводил ложные данные о смертности от нелегальных абортов. В 1996 году он написал автобиографическую книгу «Десница Господня» (Hand of God) о своей работе как гинеколога и активиста движения за право на аборт.

## Обращение в католичество
Натансон был воспитан в иудаизме, а позднее, в течение более чем десяти лет после того, как он стал противником абортов, он называл себя «евреем-атеистом». В 1996 году он обратился в католичество и был крещён в Соборе Святого Патрика в Нью-Йорке. Он также получил конфирмацию и первое причастие от кардинала. На вопрос о том, почему он обратился в католичество, Натансон ответил, что «ни одна религия несравнима с Католической церковью по той особой роли, которая отводится прощению».

## Личная жизнь и смерть
Натансон был женат четыре раза, три его первых брака закончились разводами. Он умер от рака в Нью-Йорке 21 февраля 2011 года в возрасте 84 лет. Его оставшиеся родственники — последняя жена Кристина и сын от одного из предыдущих браков Джозеф.